# Farewell (Diana Ross & the Supremes)
Farewell è un album live di Diana Ross & The Supremes del 1970. L'album fu registrato in occasione del concerto finale del gruppo nella sua "formazione storica", tenutosi al Frontier Hotel a Las Vegas il 14 gennaio 1970. Lo show segnò l'ultima partecipazione di Diana Ross al gruppo The Supremes, a cui subentrò Jean Terrell, presentata al pubblico proprio alla fine del concerto.

## Tracce

### Disco 1

#### Lato A
1. TCB
2. Medley: Stop! In the Name of Love/Come See About Me/My World Is Empty Without You/Baby Love
3. Medley: The Lady Is a Tramp/Let's Get Away From It All
4. Monologue - Diana Ross
5. Love Is Here and Now You're Gone
6. I'm Gonna Make You Love Me
7. Monologue - Mary Wilson
8. Can't Take My Eyes off You
9. Dialogue - Diana Ross & Mary Wilson
10. Reflections

#### Lato B
1. My Man
2. Didn't We
3. It's Alright With Me
4. Big Spender
5. Falling In Love with Love
6. Love Child
7. Monologue - Diana Ross

### Disco 2

#### Lato C
1. Monologue - Diana Ross
2. Aquarius/Let the Sunshine In (The Flesh Failures)

#### Lato D
1. Monologue - Diana Ross
2. The Impossible Dream
3. Monologue - Diana Ross
4. Someday We'll Be Together
5. Closing Dialogue - Diana Ross & the Supremes